# Monepidosis carolinae
Monepidosis carolinae är en tvåvingeart som först beskrevs av Ephraim Porter Felt 1907.  Monepidosis carolinae ingår i släktet Monepidosis och familjen gallmyggor.
Artens utbredningsområde är North Carolina. Inga underarter finns listade i Catalogue of Life.